# Michael Misick
Michael Eugene Misick (né le 2 février 1966) est un homme politique des îles Turques-et-Caïques. Ministre en chef puis Premier ministre des îles Turques-et-Caïques entre 2003 et 2009. Il est le frère de Washington Misick.

## Biographie
Michael Eugene Misick est né à Bottle Creek, sur l'île de North Caicos, le 2 février 1966, il est le dernier enfant de M. et Mme Charles Misick. Il a fait ses études primaires dans son pays, puis il suit des études de commerce en Floride puis de droit à l’Université de Buckingham et s'inscrit au barreau à Lincoln's Inn. Il travaille ensuite pendant plusieurs années dans le secteur financier.
Lors des élections législatives de 1991 (en), il est élu sous l'étiquette du Parti national progressiste comme représentant de la circonscription de North Caicos. Il devient alors ministre du Tourisme, des transports et des communications dans le gouvernement de son frère Washington Misick. Il est réélu lors des élections législatives de 1995 (en) comme représentant de North Caicos East, mais siège dans l'opposition à la suite de la défaite du PNP. En 2002, il devient le nouveau Leader de l'Opposition en remplaçant son frère à la tête du PNP.
Il mène son parti à la victoire lors des élections législatives de 2003 (en) et remporte six sièges sur les treize possibles, mais une décision de justice d'annuler les élections dans deux circonscriptions et la victoire des candidats du PNP lors des élections partielles permettent au PNP de remporter la majorité au Conseil législatif et Michael Misick devient Ministre en chef des îles Turques-et-Caïques le 15 août 2003. À la suite du changement de la Constitution des îles Turques-et-Caïques en 2006, il devient Premier of the Turks and Caicos Islands le 9 août 2006. En 2007, Il demande la dissolution du Parlement par le Gouverneur des îles Turques-et-Caïques, et remporte les élections législatives de 2007 (en) avec treize élus sur quinze,.
Michael Misick démissionne le 23 mars 2009 à la suite des conclusions d'une enquête du Foreign Office montrant  « des signes évidents d'amoralité politique et d'immaturité et d'une incompétence administrative générale » ainsi que « des informations en abondance indiquant une forte probabilité de corruption systématique ou de malhonnêteté grave ». C'est alors le gouverneur Gordon Wetherell (en) qui assume le pouvoir exécutif dans le territoire. En juin 2011, ses biens sont gelés par décision de juscite et en décembre 2012 il est arrêté au Brésil. En décembre 2013, un rapport de la Commission d'enquête des îles Turques et Caïques 2008-2009 recommande une enquête pénale sur Misick pour corruption et abus possibles de son ancien poste. Il est renvoyé aux îles Turques-et-Caïques le mardi 7 janvier 2014, où il est interrogé par la police avant d'être brièvement emprisonné. En 2021, son procès n'est toujours pas achevé à la suite de la mort du juge chargé de l'instruction.